# Joel Casamayor
Joel Casamayor Johnson (* 12. Juli 1971 in Guantánamo, Kuba) ist ein kubanischer Profiboxer.

## Amateurkarriere
Casamayor errang in seiner langjährigen Amateurlaufbahn 333 Siege bei 30 Niederlagen. Im Jahr 1989 wurde er in Bayamón Juniorenweltmeister in der Bantamgewichtsklasse. 1992 nahm er für Kuba an den Olympischen Spielen in Barcelona teil und gewann die Goldmedaille. Bei der Amateurweltmeisterschaft 1993 in Tampere belegte er den zweiten Platz, scheiterte allerdings 1995 in Berlin schon in der ersten Runde am Russen Raimkul Malachbekow.
Casamayor war auch 1996 als kubanischer Repräsentant für die Olympischen Spiele in Atlanta vorgesehen, setzte sich allerdings im Vorfeld des Turniers von der kubanischen Mannschaft ab und wurde in den USA Profi.

### Erfolge als Amateur
- Juniorenweltmeister 1989
- Zentralamerikanische und Karibische Spiele – Zweiter 1990
- Olympiasieger 1992
- Chemiepokal – Sieger 1992, 1996
- Kubanischer Meister 1993
- Amateurweltmeisterschaft – Zweiter 1993
- Weltcup – Dritter 1994
- Goodwill Games – Zweiter 1994

## Profikarriere
Seinen ersten Profikampf bestritt Casamayor im September 1996 in Miami und gewann gegen den US-Amerikaner David Chamendis durch Erstrunden-KO. Am 19. Juni 1999 gewann er durch einen Punktsieg über den Mexikaner Antonio Hernández den Interimtitel der WBA im Halbleichtgewicht, was ihn zur Herausforderung des amtierenden WBA-Weltmeisters berechtigte. Am 21. Mai 2000 kam es dann zum Aufeinandertreffen mit dem Titelverteidiger, dem ungeschlagenen Koreaner Baek Jong-kwon. Casamayor gewann den Kampf und den Titel durch technischen KO in der fünften Runde, nachdem der Kampf aufgrund von Platzwunden des Koreaners zu seinen Gunsten abgebrochen wurde.
Den WBA-Titel verteidigte er in der Folgezeit vier Mal, bevor es am 12. Januar 2002 zu einem Vereinigungskampf mit dem WBO-Titelträger Acelino Freitas kam. Nach einem Niederschlag in der dritten Runde und einem Punktabzug in der sechsten Runde wegen Nachschlagens verlor Casamayor den Kampf sowie den WBA-Titel über zwölf Runden knapp nach Punkten.
Im Januar 2003 besiegte er den ungeschlagenen US-Amerikaner Nate Campbell (23-0) und traf am 4. Oktober 2003 in einem Ausscheidungskampf der IBF auf Diego Corrales. Beide Boxer mussten im Kampfverlauf zu Boden, bis der Kampf in der sechsten Runde aufgrund von stark blutenden Wunden im Mund von Corrales zugunsten Casamayors abgebrochen wurde. Aufgrund der kontroversen Umstände kam es am 6. März 2004 zum direkten Rückkampf. Diesmal gewann Corrales knapp nach Punkten und erhielt dafür den vakanten WBO-Titel, der zuvor von Freitas infolge eines Gewichtsklassenaufstiegs niedergelegt worden war.
Anschließend wechselte Casamayor in das Leichtgewicht und besiegte den ungeschlagenen Puerto-Ricaner Daniel Seda (20-0-1) nach Punkten. In der fünften Runde waren beide Boxer am Boden. Innerhalb kurzer Zeit erhielt Casamayor die Gelegenheit, um einen Weltmeistertitel zu kämpfen; am 4. Dezember 2004 trat er gegen den WBC-Titelträger José Luis Castillo an, dem er allerdings knapp und umstritten nach Punkten unterlag. In seinem nächsten Kampf boxte er im Juni 2005 gegen den ungeschlagenen kirgisischen Olympiateilnehmer Almasbek Raimkulow unentschieden.
Am 7. Oktober 2006 kam es dann zum dritten Aufeinandertreffen mit Diego Corrales, der mittlerweile im Besitz des WBC-Gürtels im Leichtgewicht war. Corrales, dessen geplanter dritter Kampf gegen Castillo zuvor wegen dessen Gewichtsproblemen abgesagt worden war, konnte jedoch nun ironischerweise selbst nicht das Gewichtslimit für diesen Kampf einhalten, so dass ihm der Titel nach dem Wiegen aberkannt wurde. Casamyor blieb innerhalb der Gewichtsbegrenzung und konnte somit dennoch den nunmehr vakant erklärten Titel gewinnen, was ihm mit einem knappen Punktsieg schließlich auch gelang. Im Februar 2007 wurde ihm der Titel allerdings bereits wieder aberkannt, da er seiner Pflichtverteidigung gegen David Díaz nicht nachkam und stattdessen einen Vereinigungskampf gegen Freitas plante, der letztlich nicht zustande kam.
Casamayor besiegte im November 2007 José Armando Santa Cruz nur knapp und umstritten nach Punkten, überzeugte allerdings im März 2008 durch einen Sieg durch technischen KO in der zehnten Runde gegen den ungeschlagenen Australier Michael Katsidis. Am 13. September 2008 unterlag er jedoch gegen Juan Manuel Márquez das erste Mal in seiner Profikarriere vorzeitig, nach zwei Niederschlägen in der elften Runden wurde der Kampf durch den Ringrichter abgebrochen.